# Gerend
Gerend románul: Grind, falu Romániában, Erdélyben, Hunyad megyében.

## Fekvése
Jófőtől nyugatra fekvő falu.

## Története
Gerend nevét  1491-ben említette először oklevél p. Gerend néven, mint Déva vára tartozékát és Jófő város birtokát. 1808-ban Gerénd, Gerind, Grind, 1861-ben Gerend, 1888-ban Gerend (Grind), 1913-ban  Gerend néven írták. 
A trianoni békeszerződés előtt Hunyad vármegye Marosillyei járásához tartozott.
1910-ben 118 román görögkeleti vallású lakosa volt.